# Ziwani (Chake Chake)
Ziwani è una circoscrizione rurale (rural ward) della Tanzania situata nel distretto di Chake Chake, regione di Pemba Sud. Conta una popolazione di 4 023 abitanti (censimento 2012).